# Mancomunitat Turística del Maestrat
La Mancomunitat Turística del Maestrat fou una mancomunitat de municipis que incorporava les comarques valencianes de l'Alt Maestrat, els Ports i el Baix Maestrat, i les comarques aragoneses de Gúdar-Javalambre, Maestrat aragonès, Matarranya i Conques Mineres.creada en 1972 i que aglutinava a 57 municipis amb competència únicament en matèria de turisme. Inoperativa des de 2006, el 2007 la mancomunitat era presidida per Carlos Fabra Carreras, del Partit Popular, regidor de l'Ajuntament de Castelló de la Plana i president de la Diputació Provincial de Castelló. El 2012 es va dissoldre.
Els pobles castellonencs que formaven la mancomunitat són Albocàsser, Ares del Maestrat, Atzeneta del Maestrat, Benassal, Castellfort, Catí, Cinctorres, Culla, Forcall, Herbers, la Mata, Morella, Olocau del Rei, Palanques, Portell de Morella, la Pobla de Benifassà, Sant Mateu, Sorita, Todolella, Vallibona, Vilafranca, Villores i Vistabella del Maestrat, i els pobles turolencs eren Aiguaviva de Bergantes, Alcanyís, Alcorisa, Beseit, Calaceit, Cañada de Benatanduz, Cantavella, Castellot, Cretes, Fortanet, Fontdespatla, Galve, la Cuba, la Freixneda, l'Anglesola, la Portellada, les Parres de Castellot, Lledó d'Algars, el Mas de les Mates, Mirambell, Miravete de la Sierra, Molinos, Mont-roig de Tastavins, Mosquerola, Pena-roja, Pitarc, Puertomingalvo, Ràfels, Tronxó, Vall-de-roures i Villarluengo.